# Comarques d'Astúries
Astúries té una divisió administrativa en comarques (en asturià, cotarru, cotarros). Encara no estan reconegudes com a entitats administratives, tot i que l'Estatut d'Autonomia d'Astúries preveu el seu desenvolupament. Són les següents:
| Núm. | Comarca  | Municipis |
| 1    | Avilés   | Avilés, Candamu, Castrillón, Corvera de Asturias, Cudillero, Gozón, Illas, Muros, Pravia, Soto del Barco |
| 2    | Caudal   | Ayer, Ḷḷena, Mieres |
| 3    | Eo-Navia | A Veiga, Bual, Castropol, Cuaña, El Franco, Grandas de Salime, Eilao, Navia, Pezós, Samartín d'Ozcos, Santalla d'Ozcos, San Tiso d'Abres, Tapia de Casariego, Taramundi, Valdés, Vilanova d'Ozcos, Villayón   |
| 4    | Gijón    | Carreño, Gijón, Villaviciosa |
| 5    | Nalón    | Casu, Llangréu, Llaviana, Samartín del Rei Aurelio, Sobrescobiu |
| 6    | Narcea   | Allande, Cangas del Narcea, Degaña, Ibias, Tinéu |
| 7    | Oriente  | Amieva, Cabrales, Cangues d'Onís, Caravia, Colunga, El Valle Altu de Peñamellera, El Valle Baḥu de Peñamellera, Llanes, Onís, Parres, Piloña, Ponga, Ribadesella, Ribadedeva                                  |
| 8    | Oviedo   | Belmonte de Miranda, Bimenes, Cabranes, Grado, Llanera, Morcín, Nava, Noreña, Oviedo, Proaza, Quirós, Les Regueres, La Ribera, Riosa, Sariegu, Santo Adriano, Salas, Siero, Somiedo, Teberga, Yernes y Tameza |

| Comarca (2007) | Habitants | Superfície (km²) | Densitat (hab/km²) | Capital           | Municipis |
| Avilés         | 156.869   | 554,5            | 282,9              | Avilés            | 10        |
| Caudal         | 71.194    | 837,4            | 85,0               | Mieres            | 6         |
| Eo-Navia       | 51.244    | 1.642,2          | 31,2               | Navia             | 17        |
| Gijón          | 299.383   | 524,5            | 570,8              | Gijón             | 3         |
| Nalón          | 81.904    | 647,0            | 126,6              | Llangréu          | 5         |
| Narcea         | 31.920    | 2.127,1          | 15,0               | Cangas del Narcea | 5         |
| Oriente        | 53.510    | 1.926,9          | 27,8               | Llanes            | 14        |
| Oviedo         | 328.838   | 2.343,9          | 140,3              | Oviedo            | 21        |